# جون ر. ريدمان
جون ر. ريدمان (بالإنجليزية: John R. Redman)‏ هو ضابط أمريكي، ولد في 31 يناير 1898 في آنكلام في ألمانيا، وتوفي في 29 مايو 1970 في سان فرانسيسكو في الولايات المتحدة.

## وصلات خارجية
- جون ر. ريدمان على موقع أوليمبيديا (الإنجليزية)